# 琴格阿马纳德
琴格阿马纳德（Chengamanad），是印度喀拉拉邦Ernakulam县的一个城镇。总人口29775（2001年）。

## 人口
该地2001年总人口29775人，其中男性14698人，女性15077人；0—6岁人口3139人，其中男1617人，女1522人；识字率79.93%，其中男性为82.29%，女性为77.63%。